# Raytheon T-1 Jayhawk
Il T-1 Jayhawk è un aereo da addestramento bireattore ad ala bassa sviluppato dall'azienda aeronautica statunitense Beechcraft Corporation e commercializzato, dopo l'acquisizione dell'azienda, dalla Raytheon Company.
Basato sul Beechcraft (poi Hawker) 400A, è utilizzato soprattutto nell'addestramento di piloti per aerei da trasporto o aerocisterna.

## Storia del progetto
Il T-1A Jayhawk venne sviluppato per soddisfare l'esigenza da parte dell'United States Air Force (USAF) di sostituire l'oramai anziano North American T-39 Sabreliner con un nuovo modello di addestratore avanzato a reazione e a medio raggio destinato al reparto del Specialized Undergraduate Pilot Training per la formazione degli studenti destinati a formare gli equipaggi di velivoli da trasporto tattico e strategico o di aerocisterne.
L'allora ufficio tecnico della Beechcraft decise di basarsi sul Business jet Beechjet 400A (poi diventato Hawker 400A), modificando lo scompartimento passeggeri per alloggiare un serbatoio di combustibile addizionale e ridurre lo spazio destinato all'equipaggio ai due posti per pilota e copilota, uno per l'istruttore e due destinati agli allievi. Altre differenze con la versione commerciale sono l'irrobustimento generale della struttura, per consentire un elevato rapporto di atterraggi per ora di volo e per migliorare la resistenza in caso di impatto con volatili.
La produzione, iniziata nel 1992 proseguì fino al 1997, attestandosi alla fine su 180 esemplari costruiti.
Venne inoltre commercializzato per il mercato giapponese nella variante designata T-400 (400T), sempre destinato alla formazione degli equipaggi destinati alla Kōkū Jieitai, la componente aerea della forza di difesa del Giappone. Il modello mantiene lo stesso certificato di tipo del T-1A.

## Impiego operativo

### Stati Uniti d'America
Il primo esemplare del T-1A venne consegnato nel gennaio 1992 alla Reese Air Force Base, in Texas, tuttavia iniziò ad essere impiegato operativamente per la formazione degli allievi solo dal 1993.
Oltre alla formazione degli equipaggi destinati ai trasporti e alle aerocisterne, il T-1A viene utilizzato anche per l'addestramento dei Combat Systems Officer (CSO), gli ufficiali USAF precedentemente identificati con il titolo di "navigatore". Il T-1A sostituì inoltre il T-39 Sabreliner nella fase intermedia della formazione degli ufficiali di volo (Naval flight officer, NFO) di United States Navy e United States Marine Corps presso la Naval Air Station Pensacola, fino alla separazione della formazione congiunta tra US Navy, USMC e USAF avvenuta nel 2010.
Il T-1A era in dotazione ai reparti dislocati nel Mississippi, presso la Columbus AFB, in Oklahoma, nella Vance AFB, ed in Texas presso la Laughlin AFB e la Randolph AFB in quest'ultima utilizzati per la formazione di piloti istruttori.
Con un graduale ritiro iniziato l'anno precedente, il 17 dicembre 2024, come previsto, l'ultimo T-1A Jayhawk ha lasciato la Laughlin AFB, dopo una piccola cerimonia, per essere immagazzinato presso la Davis-Monthan AFB (AZ) con il 309th Aerospace Maintenance And Regeneration Group.

## Varianti

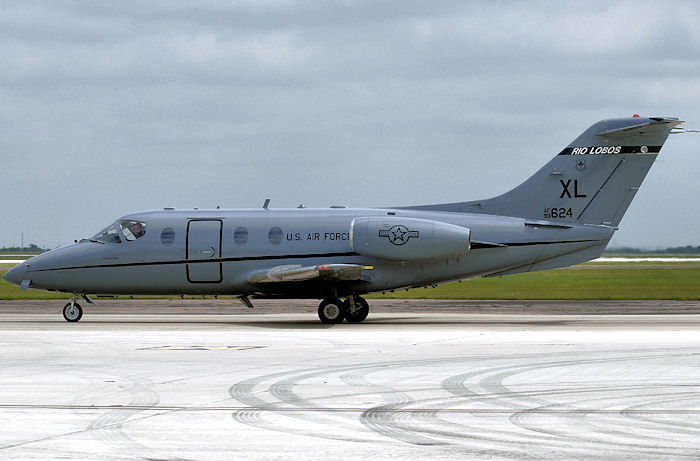
Un T-1A Jayhawk del 47th Operations Group in sosta alla Laughlin AFB, Texas

T-1A
designazione USAF del Model 400T equipaggiato con due motori turboventola JT15D-5B, realizzato in 180 esemplari.
T-400
designazione militare giapponese del Model 400T equipaggiato con due motori turboventola JT15D-5F, conosciuto anche con la designazione di progetto TX; realizzato in 13 esemplari.

## Utilizzatori
Giappone
- Kōkū Jieitai

4 T-400 consegnati e tutti in servizio al novembre 2020.
 Stati Uniti
- United States Air Force

180 T-1 consegnati tra il 1992 e il 1997. I 178 T-1 in servizio al maggio 2019, vennero sottoposti ad un aggiornamento della suite avionica, e l'adozione di un sistema di navigazione/comunicazione ADS-B, in modo che gli aerei potessero rispettare gli standard per operare sugli aeroporti civili. A partire dal 17 dicembre 2024, i T-1A vengono gradualmente ritirati ed entro la fine del 2025 dovrebbero essere 53 gli esemplari ancora in servizio.